# Drexel (Misuri)
Drexel es una ciudad ubicada en el condado de Cass en el estado estadounidense de Misuri. En el Censo de 2010 tenía una población de 965 habitantes y una densidad poblacional de 134,9 personas por km².

## Geografía
Drexel se encuentra ubicada en las coordenadas 38°30′3″N 94°36′14″O / 38.50083, -94.60389. Según la Oficina del Censo de los Estados Unidos, Drexel tiene una superficie total de 7.15 km², de la cual 7.06 km² corresponden a tierra firme y (1.27%) 0.09 km² es agua.

## Demografía
Según el censo de 2010, había 965 personas residiendo en Drexel. La densidad de población era de 134,9 hab./km². De los 965 habitantes, Drexel estaba compuesto por el 97.31% blancos, el 0.93% eran afroamericanos, el 0.31% eran amerindios, el 0.1% eran asiáticos, el 0% eran isleños del Pacífico, el 0% eran de otras razas y el 1.35% pertenecían a dos o más razas. Del total de la población el 0.73% eran hispanos o latinos de cualquier raza.